# Kim Kyu-sik
Kim Kyu-sik (coreano:김규식, 28 de febrero de 1881 - 10 de diciembre de 1950)  fue un político coreano, activista por la independencia de Corea. Luchó contra la Ocupación japonesa de Corea que duró de 1910 a 1945. Es también conocido  por su seudónimo "Woosa" (우사).